# Перрі (округ, Міссурі)
Шаблон:StateAbbr_ 37°43′ пн. ш. 89°50′ зх. д. / 37.71° пн. ш. 89.83° зх. д.
Округ Перрі (англ. Perry County) — округ (графство) у штаті Міссурі, США. Ідентифікатор округу 29157.

## Демографія
За даними перепису
2000 року
загальне населення округу становило 18132 осіб, зокрема міського населення було 7826, а сільського — 10306.
Серед мешканців округу чоловіків було 9030, а жінок — 9102. В окрузі було 6904 домогосподарства, 4955 родин, які мешкали в 7815 будинках.
Середній розмір родини становив 3,07.
Віковий розподіл населення поданий у таблиці:
| Стать    | До 15 років | 15-21 | 22-29 | 30-39 | 40-49 | 50-65 | 65-85 | Понад 85 |
| -------- | ----------- | ----- | ----- | ----- | ----- | ----- | ----- | -------- |
| Чоловіки | 1986        | 899   | 906   | 1371  | 1364  | 1316  | 1061  | 127      |
| Жінки    | 1891        | 835   | 815   | 1278  | 1275  | 1351  | 1362  | 295      |

## Суміжні округи
- Рендолф, Іллінойс — північ
- Джексон, Іллінойс — північний схід
- Юніон, Іллінойс — схід
- Кейп-Джірардо — південний схід
- Боллінджер — південний захід
- Медісон — південний захід
- Сент-Франсуа — північний захід
- Сент-Дженев'єв — північний захід

## Виноски
1. ↑  American FactFinder. Бюро перепису населення США. Архів оригіналу за 26 лютого 2012. Процитовано 31 січня 2008.
2. ↑  U.S. Decennial Census. United States Census Bureau. Архів оригіналу за 2 серпня 2018. Процитовано 18 листопада 2014.
3. ↑  Historical Census Browser. University of Virginia Library. Архів оригіналу за 11 серпня 2012. Процитовано 18 листопада 2014.
4. ↑  Population of Counties by Decennial Census: 1900 to 1990. United States Census Bureau. Архів оригіналу за 3 грудня 2014. Процитовано 18 листопада 2014.
5. ↑  Census 2000 PHC-T-4. Ranking Tables for Counties: 1990 and 2000 (PDF). United States Census Bureau. Архів оригіналу (PDF) за 18 грудня 2014. Процитовано 18 листопада 2014.
6. ↑  State & County QuickFacts. United States Census Bureau. Архів оригіналу за 7 червня 2011. Процитовано 12 вересня 2013.(англ.) Наведено за англійською вікіпедією.

1
| США | Це незавершена стаття з географії США. Ви можете допомогти проєкту, виправивши або дописавши її. |